# Marco Santucci (pattinatore)
Marco Santucci (Grosseto, 7 settembre 1989) è un pattinatore artistico a rotelle italiano.
Inizia a praticare l'hockey su pista a soli quattro anni di età, nella sua città, ovvero Castiglione della Pescaia, inserendosi nella società Hockey Club Castiglione, per emulare le gesta di suo zio, ex giocatore. Ma dopo le prime pattinate inizia a maturare la passione per il pattinaggio artistico a rotelle: a distanza di pochi anni inizierà una serie inaspettata di successi giovanili che lo porteranno alla convocazione in nazionale nel 2002.

## Carriera

### Esordi
Talento scoperto per pura casualità, partecipa per alcuni anni nei tornei giovanili toscani, per poi raggiungere il primo oro nel campionato nazionale di Roseto degli Abruzzi (2001) a soli 12 anni. L'anno seguente inizia a vestire la maglia azzurra.

### Il debutto europeo
Nel 2003 viene convocato dal Ct Antonio Merlo nel campionato europeo di Tavira (Por). Nonostante l'inesperienza e contro ogni pronostico della vigilia conquista due medaglie d'oro ed un quinto posto, ma al termine del campionato la sua attività subisce un brusco stop a causa della sindrome di Osgood-Schlatter che colpisce entrambe le ginocchia dell'atleta.

### Il debutto mondiale
La svolta sportiva di Marco avviene nel 2006. Dopo una grande quantità di campionati e meeting di selezione, il pattinatore ottiene la fiducia da parte del settore e del CT: convocato per il suo primo campionato del mondo Juniores a Murcia (Esp), ottiene il primo posto in tutte le tre discipline in cui compete. Il campionato è di fatto un trampolino di lancio per il pattinatore: prima di lui solamente Roberto Riva era riuscito a conquistare tre medaglie d'oro in una sola edizione di un campionato mondiale.

### La categoria senior
Una volta laureatosi campione del mondo Juniores sia in Spagna (2006) che in Australia (2007), Marco entra nella massima categoria con grandi aspettative, ma una grave pubalgia lo ferma per quasi un anno. Dopo i lunghi tempi di riabilitazione rientra in attività partecipando al campionato europeo di Fuengirola, dove conquista un oro nella specialità della combinata, ed al campionato del mondo di Kaohsiung, strappando un quinto posto nella specialità degli esercizi obbligatori. Nel 2009 centra una medaglia d'argento nel campionato europeo di Nazaré, per poi tornare alla vittoria mondiale, questa volta nella categoria senior, nel campionato del mondo di Friburgo.

## Vita privata
Studia Scienze Politiche presso l'Università degli studi di Firenze.
Blogger e amante della Maremma grossetana, sul proprio sito unisce notizie locali alla sua attività sportiva. L'hockey su pista è rimasto la sua passione.

## Riconoscimenti
- Atleta dell'anno di Castiglione della Pescaia nel 2006 e nel 2009
- Chimera d'Oro dalla Provincia di Grosseto nel 2007
- Premio Pegaso per lo Sport della regione Toscana nel 2009, 2010, 2011
- Sportivo dell'Anno dall'UNVS Toscana nel 2011
- Medaglia d'Oro al Valore Atletico nel 2012